# Werner Fischer (Widerstandskämpfer)
Werner Fischer (* 22. April 1913 in Hellerau; † April 1945 bei Leipzig) war ein deutscher Widerstandskämpfer gegen den Nationalsozialismus.

## Leben
Werner Fischer war Mitglied des KJVD und wurde 1933 nach der Machtübernahme Hitlers Mitglied der illegalen Leitung dieses Jugendverbandes in Dresden. Im April 1933 wurde er das erste Mal verhaftet, aber aus Mangel an Beweisen kurz darauf wieder freigelassen. Von 1934 bis 1935 wurde er zur Lenin-Schule nach Moskau delegiert. Anschließend erhielt er den Auftrag, als illegaler Instrukteur der Abschnittsleitung des ZK der KPD in Prag zu wirken. Von 1936 bis 1938 fuhr er mehrmals von Prag nach Berlin und zurück.
Nach dem Einmarsch deutscher Truppen in die Tschechoslowakei musste er Prag überstürzt verlassen. Zuerst floh er nach Paris und wurde dort verhaftet, als der deutsche Außenminister Ribbentrop seinen Besuch ankündigte. Eine Ausweisung an Nazideutschland konnte jedoch mit Hilfe von Genossen der Kommunistischen Partei Frankreichs verhindert werden. Im März 1939 erhielt er eine Einreisegenehmigung nach Großbritannien. In Großbritannien musste er sich einem Tribunal stellen, das den „Grad der Loyalität“ feststellte, und wurde anschließend als „feindlicher Ausländer“ nach Kanada deportiert und dort interniert. Erst 1941 wurde er entlassen und durfte nach Großbritannien zurückkehren. Dort arbeitete er aktiv in der FDJ mit, deren Vorsitzender er neben Horst Brasch war, und wurde Mitglied der KPD. 1942 wurde unter seiner Leitung in London eine Jungkommunistengruppe gegründet.
Im November 1942 fand in London die International Youth Council in Great Britain statt, bei der Fischer die fünfköpfige Delegation deutscher Emigranten leitete und auch zu den Delegierten sprach. Die Konferenz endete mit dem Beschluss, einen Weltjugendrat zu bilden, dessen Mitglied Fischer wurde. Zudem war Fischer bis August 1943 Chefredakteur der Freien Tribüne.
Im Herbst 1944 wurde er vom US-amerikanischen Geheimdienst OSS angeworben und für einen Einsatz in Deutschland ausgebildet. Der Einsatz war über die sowjetische Agentin Ruth Werner mit der Moskauer GRU-Zentrale abgestimmt. Er sprang am 7. April 1945 mit dem Fallschirm ab. Wie erst Jahrzehnte später bekannt wurde, landete er nicht wie geplant hinter den deutschen Linien, sondern lief in US-Uniform und mit gefälschtem Gestapo-Ausweis einer sowjetischen Patrouille in die Arme. Fischer begrüßte sie begeistert. Die Soldaten der sowjetischen Einheit, die selbst wenige Tage zuvor von deutschen Soldaten, die sich als Antifaschisten getarnt hatten, in einen tödlichen Hinterhalt gelockt worden waren, vermuteten einen erneuten Hinterhalt und erschossen ihn.